# Virginia Slims of Houston
Virginia Slims of Houston – kobiecy turniej tenisowy organizowany w latach 1970–1995 w Houston w Teksasie w Stanach Zjednoczonych. Największą gwiazdą turnieju była Martina Navrátilová, która trzynaście razy triumfowała w turnieju: sześciokrotnie w singlu i siedmiokrotnie w grze podwójnej. Aż pięć razy wygrała w grze pojedynczej i w deblu podczas jednych zawodów (1977–1979, 1983, 1985).

## Historia nazw turnieju
| Rok       | Nazwa                           |
| 1970–1978 | Virginia Slims of Houston       |
| 1979–1982 | Avon Championships of Houston   |
| 1983–1994 | Virginia Slims of Houston       |
| 1995      | Gallery Furniture Championships |

## Mecze finałowe

### Gra pojedyncza kobiet
| Rok  | Mistrzyni                  | Finalistka                 | Wynik                      |
| 1995 | Steffi Graf                | Åsa Carlsson               | 6:1, 6:1                   |
| 1994 | Sabine Hack                | Mary Pierce                | 7:5, 6:4                   |
| 1993 | Conchita Martínez          | Sabine Hack                | 6:3, 6:2                   |
| 1992 | Monica Seles               | Zina Garrison              | 6:1, 6:1                   |
| 1991 | Monica Seles               | Mary Joe Fernández         | 6:4, 6:3                   |
| 1990 | Katerina Maleewa           | Arantxa Sánchez Vicario    | 6:1, 1:6, 6:4              |
| 1989 | Monica Seles               | Chris Evert                | 3:6, 6:1, 6:4              |
| 1988 | Chris Evert                | Martina Navrátilová        | 6:0, 6:4                   |
| 1987 | Chris Evert-Lloyd          | Martina Navrátilová        | 3:6, 6:1, 7:6(4)           |
| 1986 | Chris Evert-Lloyd          | Kathy Rinaldi              | 6:4, 2:6, 6:4              |
| 1985 | Martina Navrátilová        | Elise Burgin               | 6:4, 6:1                   |
| 1984 | Hana Mandlíková            | Manuela Maleewa            | 6:4, 6:2                   |
| 1983 | Martina Navrátilová        | Sylvia Hanika              | 6:3, 7:6(5)                |
| 1982 | Bettina Bunge              | Pam Shriver                | 6:2, 3:6, 6:2              |
| 1981 | Hana Mandlíková            | Bettina Bunge              | 6:4, 6:4                   |
| 1980 | Billie Jean King           | Martina Navrátilová        | 6:1, 6:3                   |
| 1979 | Martina Navrátilová        | Virginia Wade              | 6:3, 6:2                   |
| 1978 | Martina Navrátilová        | Billie Jean King           | 1:6, 6:2, 6:2              |
| 1977 | Martina Navrátilová        | Sue Barker                 | 7:6(3), 7:5                |
| 1976 | Martina Navrátilová        | Chris Evert                | 6:3, 6:4                   |
| 1975 | Chris Evert                | Margaret Court             | 6:3, 6:2                   |
| 1974 | Chris Evert                | Virginia Wade              | 6:3, 5:7, 6:1              |
| 1973 | Françoise Durr             | Rosie Casals               | 6:4, 1:6, 6:4              |
| 1972 | Turniej nie był rozgrywany | Turniej nie był rozgrywany | Turniej nie był rozgrywany |
| 1971 | Billie Jean King           | Kerry Melville             | 6:4, 4:6, 6:1              |
| 1970 | Rosie Casals               | Judy Dalton                | 5:7, 6:1, 7:5              |

### Gra podwójna kobiet
| Rok  | Mistrzynie                           | Finalistki                           | Wynik                          |
| 1995 | Nicole Arendt Manon Bollegraf        | Wiltrud Probst Rene Simpson          | 6:4, 6:2                       |
| 1994 | Manon Bollegraf Martina Navrátilová  | Katrina Adams Zina Garrison          | 6:4, 6:2                       |
| 1993 | Katrina Adams Manon Bollegraf        | Jewgienija Maniokowa Radka Zrubáková | 6:3, 5:7, 7:6(7)               |
| 1992 | Patty Fendick Mary Joe Fernández     | Jill Hetherington Kathy Rinaldi      | 7:5, 6:4                       |
| 1991 | Jill Hetherington Kathy Rinaldi      | Patty Fendick Mary Joe Fernández     | 6:1, 2:6, 6:1                  |
| 1990 | Niedokończone z powodu deszczu       | Niedokończone z powodu deszczu       | Niedokończone z powodu deszczu |
| 1989 | Katrina Adams Zina Garrison          | Gigi Fernández Lori McNeil           | 6:3, 6:4                       |
| 1988 | Katrina Adams Zina Garrison          | Lori McNeil Martina Navrátilová      | 6:7(4), 6:2, 6:4               |
| 1987 | Kathy Jordan Martina Navrátilová     | Zina Garrison Lori McNeil            | 6:2, 6:4                       |
| 1986 | Chris Evert-Lloyd Wendy Turnbull     | Elise Burgin JoAnne Russell          | 6:2, 6:4                       |
| 1985 | Elise Burgin Martina Navrátilová     | Manuela Maleewa Helena Suková        | 6:1, 3:6, 6:3                  |
| 1984 | Mima Jaušovec Anne White             | Barbara Potter Sharon Walsh          | 6:4, 3:6, 7:6(4)               |
| 1983 | Martina Navrátilová Pam Shriver      | Jo Durie Barbara Potter              | 6:4, 6:3                       |
| 1982 | Kathy Jordan Pam Shriver             | Sue Barker Sharon Walsh              | 7:6(6), 6:2                    |
| 1981 | Sue Barker Ann Kiyomura              | Regina Maršíková Mary Lou Piatek     | 5:7, 6:4, 6:3                  |
| 1980 | Billie Jean King Ilana Kloss         | Betty Stöve Wendy Turnbull           | 3:6, 6:1, 6:4                  |
| 1979 | Martina Navrátilová Janet Newberry   | Pam Shriver Betty Stöve              | 4:6, 6:4, 6:2                  |
| 1978 | Billie Jean King Martina Navrátilová | Greer Stevens Mona Guerrant          | 7:6(4), 4:6, 7:6(4)            |
| 1977 | Martina Navrátilová Betty Stöve      | Sue Barker Ann Kiyomura              | 4:6, 6:2, 6:1                  |
| 1976 | Françoise Durr Rosie Casals          | Chris Evert Martina Navrátilová      | 6:0, 7:5                       |
| 1975 | Françoise Durr Betty Stöve           | Evonne Goolagong Virginia Wade       | 2:6, 6:3, 7:6(2)               |
| 1974 | Janet Newberry Wendy Overton         | Sue Stap Virginia Wade               | 4:6, 7:5, 6:2                  |
| 1973 | Mona Schallau Pam Teeguarden         | Françoise Durr Betty Stöve           | 6:3, 5:7, 6:4                  |
| 1972 | Turniej nie był rozgrywany           | Turniej nie był rozgrywany           | Turniej nie był rozgrywany     |
| 1971 | Rosie Casals Billie Jean King        | Judy Tegart Dalton Françoise Durr    | 6:3, 1:6, 6:4                  |
| 1970 | Turniej nie był rozgrywany           | Turniej nie był rozgrywany           | Turniej nie był rozgrywany     |